# 14335 Alexosipov
14335 Alexosipov è un asteroide della fascia principale. Scoperto nel 1981, presenta un'orbita caratterizzata da un semiasse maggiore pari a 2,2349244 au e da un'eccentricità di 0,2105736, inclinata di 5,90282° rispetto all'eclittica.
L'asteroide è dedicato all'astronomo ucraino Alexandr Kuzmič Osipov, a cui era dedicato anche 152217 Akosipov.